# Rhyacophila bicolor
Rhyacophila bicolor là một loài Trichoptera trong họ Rhyacophilidae. Chúng phân bố ở miền Ấn Độ - Mã Lai.